# 矮假龙胆
矮假龙胆（学名：Gentianella pygmaea）为龙胆科假龙胆属下的一个种。

## 扩展阅读
- 維基物種上的相關：矮假龙胆